# Wojciech Rybowski
Wojciech Tadeusz Rybowski (ur. 21 marca 1948 w Gdańsku, zm. 12 września 2020 tamże) – polski ekonomista, wykładowca i sportowiec. Twórca Gdańskiej Fundacji Kształcenia Menedżerów, w której w latach 1992–2016 sprawował funkcję prezesa zarządu, a od 2017 przewodniczącego jej Rady Naukowo-Programowej[1].

## Życiorys
Urodził się w rodzinie Tadeusza (1919–1983), dyrektora Państwowej Opery i Filharmonii Bałtyckiej, i Stanisławy z domu Cichowicz (1917–2004). Brat Jerzego. W 1971 ukończył studia w zakresie handlu zagranicznego na Uniwersytecie Gdańskim, w 1975 obronił doktorat, a w 1984 habilitację. Pracował jako starszy asystent, adiunkt i docent na Uniwersytecie Gdańskim (1974–1987), Senior Lecturer na Uniwersytecie Południowego Pacyfiku w Fidżi (1987–1990), Visiting Assiociate Professor na University of Louisville w USA (1991), Senior Lecturer na Uniwersytecie Jamesa Cooka w Australii (1991–1993). Od 2001 do 2015 profesor Akademii Morskiej w Gdyni. Od 2017 do 2018 był profesorem w Wyższej Szkole Turystyki i Hotelarstwa w Gdańsku i prezydentem tej uczelni.
Prezes Gdańskiej Fundacji Kształcenia Menedżerów w latach 1992–2016. Od 2017 roku pełnił stanowisko przewodniczącego Rady Naukowo-Programowej GFKM. W latach 1997–2014 był przewodniczącym rady nadzorczej Banku Komunalnego S.A., a następnie Nordea Bank Polska; wcześniej, w latach 1993–1997, był członkiem tej rady. W latach 1998–2006 pełnił funkcję prezesa STBU Brokerzy Ubezpieczeniowi, a w latach 2007–2010 przewodniczącego rady nadzorczej STBU. Od 1998 sprawował funkcję członka zarządu, a w latach 2014–2016 wiceprezesa Stowarzyszenia Edukacji Menedżerskiej FORUM. W latach 2008–2016 był członkiem zarządu Baltic Management Development Association. Od 2001 do 2019 był sekretarzem generalnym European League for Economic Cooperation, Poland. W latach 2002–2004 był przewodniczącym rady nadzorczej spółki Inwestycje Kapitałowe S.A. Pełnił też funkcję członka rad nadzorczych innych polskich firm.
Jeden z założycieli Gdańskiego Klubu Biznesu, a w latach 1999–2004 oraz 2006–2010 był członkiem jego zarządu. Od 1993 członek Rotary Club. Od 2006 do 2016 był członkiem zarządu Pracodawców Pomorza, a od 2016 był członkiem Rady Pracodawców Pomorza. Od 2010 był członkiem, a w latach 2014–2016 przewodniczącym Rady Polsko-Szwedzkiej Izby Gospodarczej. 
W latach 1973–1979 (pod pseudonimami Jan Bierman, Tadeusz Cichowicz) współpracował z „Głosem Wybrzeża”, „Czasem”, „Tygodnikiem Morskim”, „Handlem Zagranicznym” i „Studentem”. 
Mąż Ewy, ojciec Marka i Tomasza. 
Zmarł w Gdańsku, pochowany 18 września 2020 na cmentarzu Srebrzysko (rejon IX, kwatera TAR V wojsko-1-37).

### Kariera sportowa
Wojciech Rybowski był koszykarzem, grającym jako obrońca. W latach 1966–1972 występował w drużynie Wybrzeża Gdańsk, biorącej wówczas udział w rywalizacji w najwyższej klasie rozgrywkowej. W sumie w jej barwach rozegrał 13 spotkań, zdobywając kilkukrotnie medale mistrzostw Polski: złote w sezonach 1970/1971 i 1971/1972, srebrny w sezonie 1969/1970 i brązowy w sezonie 1967/1968.

## Publikacje
- Przemiany we współczesnej gospodarce światowej, Wyd. UG 1983 (współautor)
- Integracja gospodarcza EWG: stopień zaawansowania, perspektywy, Wyd. UG 1984
- Study Guide for R. Dornbush, S. Fischer <<Macroeconomics>> University of the South Pacific Press 1990
- Współczesna Gospodarka Światowa, Wyd. UG 1994 (współautor)

Autor kilkudziesięciu artykułów w periodykach krajowych i zagranicznych nt. handlu międzynarodowego, EWG i Unii Europejskiej, zarządzania oraz polskiej gospodarki.

## Ordery i odznaczenia
- Krzyż Kawalerski Orderu Odrodzenia Polski (23 lipca 2015)[13][14]
- Złoty Krzyż Zasługi (29 listopada 2004)[15]
- Medal Prezydenta Gdańska (2005)
- Srebrny Medal Uniwersytetu Gdańskiego „Bene merito et merenti” (2016)[16]
- Honorowy Medal Europejski (2011)

## Nagrody i wyróżnienia
- „Złota Żyrafa” (w 2002, 2006)
- „Orzeł Pomorski” (2005)
- „Biznesmen Roku” w plebiscycie Konwencji Przedsiębiorców Województwa Pomorskiego (2006)